# 愛とU
『愛とU』（あいとゆー）は、日本のシンガーソングライター・Mega Shinnosukeが2024年6月19日にリリースした楽曲。

## 概要
「iPhone feat.Skaai」以来約3ヵ月振りとなる配信限定シングル。
“愛”と“欲”をテーマに、葛藤する若者を描いたデートソング。
TikTok総再生回数は1億回を突破している。
TikTok内で、1番サビ前の「グラス越しの君を拝む」のところで実際にグラスを目の前にかざし、顔周りで両手を使って踊るチャレンジが広がっていた。振り付けたのは、Mrs. GREEN APPLE「ライラック」のTikTokダンスを考案したmia。

### リリース
2024年6月3日にリリースが発表され、各種SNSで音源の一部が先行解禁された。
6月13日、15日、17日にはミュージックビデオのティザー映像を計3本公開。
発売日である6月19日にはミュージックビデオを公開した。

## チャート成績
2024年8月14日付けのBillboard Japan TikTok Weekly Top 20にて、同楽曲の“Sped Up ver.”が自信初となる首位を獲得、オリジナルバージョンも15位にランクインした。
8月28日の同チャートでは、「愛とU (Sped Up Ver.)」が3週連続の首位を獲得。オリジナルバージョンは4ランクアップして8位にランクインした。
「愛とU (Sped Up Ver.)」は、9月19日付けの同チャートまで6週連続で首位を獲得し続けた。

## 収録曲
表題曲「愛とU」に加え同曲のインストゥルメンタル音源、テンポを上げた「Sped Up Ver.」の計3曲が収録されている。
| 全作詞・作曲・編曲: Mega Shinnosuke。 |                          |                 |                 |       |
| #                                     | タイトル                 | 作詞            | 作曲・編曲      | 時間  |
| 1.                                    | 「愛とU」                | Mega Shinnosuke | Mega Shinnosuke | 03:22 |
| 2.                                    | 「愛とU (Sped Up Ver.)」 | Mega Shinnosuke | Mega Shinnosuke | 02:30 |
| 3.                                    | 「愛とU (Instrumental)」 | Mega Shinnosuke | Mega Shinnosuke | 03:22 |
| 合計時間:                             | 合計時間:                | 9:14            |                 |       |

## ミュージックビデオ
MVはMega Shinnosuke自身が監督を務め、中華料理屋を舞台に撮影された。MVには、自身で考案した振付動画が900万回再生を超えるなど、TikTokを中心に活躍している韓国人モデル / インフルエンサー・らんがメインキャストとして出演している。
2024年8月19日、YouTubeでの再生回数が100万回を突破。

## テレビでの披露
| 番組名                                          | 放送局         | 出演日         | 備考                                                                                                | 脚注   |
| ----------------------------------------------- | -------------- | -------------- | --------------------------------------------------------------------------------------------------- | ------ |
| 2024 FNS歌謡祭                                  | フジテレビ系列 | 2024年12月11日 | テレビ初披露。                                                                                      | [ 23 ] |
| CDTVライブ！ライブ！年越しスペシャル！2024→2025 | TBS系列        | 2025年1月1日   | 曲前にDJセットでのパフォーマンスを追加した「愛とU (CDTVライブ！ライブ！SP Ver.)」として披露された。 | [ 24 ] |